# OCFS2
Bei OCFS2 (Oracle Cluster File System 2) handelt es sich um ein Open-Source Cluster-Dateisystem von der Firma Oracle für Linux, welches in einem Computercluster konkurrierenden Zugriff auf eine Shared Storage ermöglicht. Die Koordination erfolgt über den Distributed Lock Manager.
Es ist seit Kernel 2.6.16 offizieller Bestandteil des Linux-Kernels.